# Примонт (Тексас)
Примонт (енгл. Premont) град је у америчкој савезној држави Тексас. По попису становништва из 2010. у њему је живело 2.653 становника.

## Демографија
Према попису становништва из 2010. у граду је живело 2.653 становника, што је 119 (4,3%) становника мање него 2000. године.
| Група             | 2000.         | 2010.         |
| Белци             | 411 (14,8%)   | 397 (15,0%)   |
| Афроамериканци    | 15 (0,5%)     | 12 (0,5%)     |
| Азијати           | 1 (0,0%)      | 0 (0,0%)      |
| Хиспаноамериканци | 2.330 (84,1%) | 2.243 (84,5%) |
| Укупно            | 2.772         | 2.653         |